# جنین ار. ودل
جنین ار. ودل (انگلیسی: Janine R. Wedel؛  – ) انسان‌شناس اهل ایالات متحده آمریکا بود.
وی همچنین برندهٔ جوایزی همچون برنامه فولبرایت شده‌است.